# Pierre de la Croix
Pour les articles homonymes, voir de La Croix.
Pierre de la Croix (Petrus de Cruce) est un clerc, un compositeur et théoricien français né au XIIIe siècle (vers 1270) à Amiens, mort avant 1347. Il a principalement contribué au système d'écriture musicale en réformant la notation franconienne. Il est un des rares compositeurs de la période de l'Ars Antiqua ultérieure à l'École de Notre-Dame de Paris qui ne soient pas anonymes.
On pense que Pierre le Picard, auteur de Ars mottetorum compilata breviter, un court traité reproduit intégralement par Jérome de Moravie son élève, et Pierre de la Croix sont la même personne.

## Biographie
Pierre de la Croix est né à Amiens ou alentours. Nous  savons qu'il était en activité autour des années 1290.  Il a tenu le titre de magistrat ce qui indique qu'il a probablement étudié à l'Université de Paris.  Étant donné le chevauchement de leurs vies et de leur position sur Paris, Pierre a peut-être été l'élève de Francon de Cologne, théoricien musical allemand. On sait qu'il a composé en 1298 un office monophonique pour la chapelle du Palais-Royal à Paris, puis qu'en 1301-1302, il a résidé à la cour de l'évêque d'Amiens, en tant que clerc, et très probablement comme membre du personnel de la chapelle. 
On sait que Pierre de la Croix meurt avant 1347, puisqu'en cette année a lieu dans l'inventaire de la Cathédrale d'Amiens la première référence à sa possession d'un manuscrit polyphonique qu'il avait semble-t-il légué à la disposition du clergé. Des commentaires contemporains à Pierre de la Croix l'évoquent. Le théoricien Jacques de Liėge écrit : « Qu'il est digne ce musicien, qui a suivi les préceptes de Franco et composé tant de bons et beaux morceaux de polyphonie ».